# Vivianne Martins
Vivianne Martins Coelho e Silva (Uruçuí, 03 de junho de 1976) é uma dentista e política brasileira.

## Biografia

### Formação acadêmica e primeiros anos
Vivianne nasceu em Uruçuí, município no interior do estado do Piauí, filha do médico Francisco Wagner Pires Coelho e da professora Maria do Espírito Santo Bringel Coelho. Formou-se em odontologia pela Universidade Federal do Piauí (UFPI) em 1997..

### Política
Desenvolveu sua carreira política na cidade de Balsas, tendo sido Secretária municipal de Assistência Social no período de 2017 a 2022, nas duas gestões de seu marido, Dr. Erik Costa e Silva.
Filiada ao Partido Democrático Trabalhista (PDT) foi eleita deputada estadual do Maranhão, com 49.202 votos.

#### Desempenho eleitoral
| Ano  | Cargo                           | Votos  | Resultado | Ref.  |
| ---- | ------------------------------- | ------ | --------- | ----- |
| 2022 | Deputada estadual pelo Maranhão | 49.202 | Eleita    | [ 4 ] |

## Vida Pessoal
Casou-se com Erik Costa e Silva, também médico e filho do ex-prefeito de Balsas, Dr. Bernardino, com quem tem dois filhos.